# Revólver Apache
El revólver Apache es un revólver que incorpora varias armas distintas, el cual se hizo famoso por unos personajes del bajo mundo francés de inicios del siglo XX conocidos como Los Apaches.

## Historia
Su diseño data de la década de 1860, siendo atribuido a Louis Dolne.
Este revólver fue fabricado hasta fines del siglo XIX.

## Descripción

Dibujo de un revólver Apache.

El arma funciona como un pimentero de espiga que incorpora un puño de acero plegable, que a su vez forma la empuñadura, así como un rudimentario cuchillo plegable de doble filo.
Ya que no tiene cañón, el alcance efectivo del revólver es muy limitado, pero como todos sus componentes pueden plegarse hacia el tambor, se podía ocultar con facilidad en un bolsillo. Era habitual dejar una recámara del tambor vacía, para evitar disparos accidentales cuando se ocultaba el revólver en un bolsillo o bolso, ya que no tiene guardamonte ni seguro. No se puede apuntar con precisión porque no tiene alza ni punto de mira. Además tiene un poder de parada muy limitado debido a que el cartucho 7 mm Lefaucheux es muy poco potente, incluso al ser disparado desde un arma con cañón. A pesar de su limitado potencial, el revólver Apache demostró ser letal cuando se disparaba a quemarropa.
Un revólver de similar diseño que empleaba cartuchos 9 x 19 Parabellum (pero sin designación oficial) fue supuestamente empleado por los British Commandos durante la Segunda Guerra Mundial, aunque datos exactos sobre la cantidad producida y sus detalles técnicos todavía no han sido desclasificados.